# Crazy (canción de Franka Batelić)
«Crazy» es una canción interpretada por la cantante croata Franka Batelić. El tema, compuesto por Branimir Mihaljević y por la propia Batelić, representó a Croacia en el Festival de la Canción de Eurovisión 2018.

## Festival de la Canción de Eurovisión 2018
El 13 de febrero de 2018, la televisión pública croata, HRT, anunció que Batelić sería la representante del país balcánico en el Festival de la Canción de Eurovisión 2018. La canción que interpretará, «Crazy», se lanzaría el 26 de febrero.
Previamente, el 29 de enero, fue decidido mediante sorteo que Croacia participará en la segunda mitad de la primera semifinal del Festival de la Canción de Eurovisión 2018, que tendrá lugar el 8 de mayo en Lisboa, Portugal.